# Coppa delle Nazioni 1982 (hockey su pista)
La Coppa delle Nazioni del 1982 fu la 49ª edizione della Coppa delle Nazioni; la manifestazione venne disputata in Svizzera nella città di Montreux nel marzo del 1982.

La competizione fu organizzata dal Montreux Hockey Club e fu vinta dall'Italia per la 2ª volta nella sua storia.

## Svolgimento del torneo

### Risultati
|                | Angola (bandiera) | Paesi Bassi (bandiera) | Svizzera (bandiera) | Francia (bandiera) | Argentina (bandiera) | Italia (bandiera) | Portogallo (bandiera) | Germania (bandiera) | Spagna (bandiera) |
| -------------- | ----------------- | ---------------------- | ------------------- | ------------------ | -------------------- | ----------------- | --------------------- | ------------------- | ----------------- |
| Angola         |                   |                        |                     |                    |                      |                   |                       |                     |                   |
| Olanda         | 5-3               |                        |                     |                    |                      |                   |                       |                     |                   |
| Montreux       | 3-1               | 1-4                    |                     |                    |                      |                   |                       |                     |                   |
| Francia        | 13-5              | 2-4                    | 3-7                 |                    |                      |                   |                       |                     |                   |
| Argentina      | 12-1              | 11-2                   | 7-2                 | 14-2               |                      |                   |                       |                     |                   |
| Italia         | 7-0               | 8-3                    | 6-1                 | 5-2                | 3-2                  |                   |                       |                     |                   |
| Portogallo     | 21-1              | 3-2                    | 10-4                | 13-0               | 4-5                  | 7-3               |                       |                     |                   |
| Germania Ovest | 3-1               | 2-1                    | 6-1                 | 1-3                | 1-7                  | 0-5               | 0-4                   |                     |                   |
| Cibeles        | 5-1               | 5-5                    | 2-2                 | 6-2                | 0-5                  | 2-8               | 4-3                   | 0-5                 |                   |

### Classifica
|    | Squadra        | PT | G | V | N | P | GF | GS | Diff. |
| -- | -------------- | -- | - | - | - | - | -- | -- | ----- |
| 1. | Italia         | 14 | 8 | 7 | 0 | 1 | 45 | 17 | 28    |
| 2. | Argentina      | 14 | 8 | 7 | 0 | 1 | 63 | 15 | 48    |
| 3. | Portogallo     | 12 | 8 | 6 | 0 | 2 | 65 | 19 | 46    |
| 4. | Germania Ovest | 8  | 8 | 4 | 0 | 4 | 18 | 22 | -4    |
| 5. | Cibeles        | 8  | 8 | 3 | 2 | 3 | 24 | 31 | -7    |
| 6. | Olanda         | 7  | 8 | 3 | 1 | 4 | 26 | 35 | -9    |
| 7. | Montreux       | 5  | 8 | 2 | 1 | 5 | 21 | 39 | -18   |
| 8. | Francia        | 4  | 8 | 2 | 0 | 6 | 27 | 55 | -28   |
| 9. | Angola         | 0  | 8 | 0 | 0 | 8 | 13 | 69 | -56   |

## Campioni
| Vincitore Coppa delle Nazioni 1982 |
| ---------------------------------- |
| Italia 2º titolo                   |